# Fernando O. Assunção
Fernando Octavio Assunção Formica (Montevideo, 12. siječnja 1931. - São Paulo, 3. svibnja 2006.) bio je urugvajski povjesničar, antropolog, folklorist i pisac.
Usavršio se na području socijalne antropologije, proučavajući i pisavši o urugvajskom folkloru i o gaučima. Bio je član Povijesnog i zemljopisnog Instituta Urugvaja i Panameričkog instituta za zemljopis i povijest. Preminuo je iznenada u zračnoj luci u Sao Paulu 2006. godine.

## Djela
- Génesis del tipo gaucho en el Río de la Plata (1957.)[3]
- Usos y costumbres del gaucho.[4]
- Romancero oriental
- El mate (Bolsilibros Arca, 1967.)[4]
- Pilchas criollas (1976., reizdanje 1997), ISBN 950-04-1121-0[4]
- Artigas, Inauguración de su Mausoleo y Glosario de Homenajes (koautor Wilfredo Pérez)
- El perro cimarrón
- Tradición, factor de integración cultural del individuo en la comunidad[4]
- De Uruguay, América y el Mundo[4]
- "Cuadernos del Boston", serie sobre los barrios de Montevideo, 1990. – 1993., suautor Iris Bombet Franco:
  - 1. La Ciudad Vieja,
  - 2. La Aguada,
  - 3. La Unión,
  - 4. Pocitos,
  - 5. 18 de Julio,
  - 6. Colón.
- Uruguay, lo mejor de lo nuestro (uz fotografije Julija Testonija).[4]
- El tango y sus circunstancias (El Ateneo, Buenos Aires).[4]
- Colonia del Sacramento, Patrimonio Mundial (suautor Antonio Cravotto, prolog: Federico Mayor Zaragoza, uvod: Marta Canessa de Sanguinetti; Ediciones UNESCO, Montevideo, 1996.)[4][5]
- Epopeya y tragedia de Manuel de Lobo, Biografía del fundador de Colonia del Sacramento (1635–1683) (Linardi y Risso, 2003).
- Historia del gaucho (Claridad, 2006.), ISBN 978-950-620-205-7[6]
- El caballo criollo (Emecé, Buenos Aires, 2008.)[4]
- Bailes criollos rioplatenses (suautori Olga Fernández Latour de Botas i Beatriz Durante, Claridad, 2012.)[7]